# Сања Папић
Сања Папић (Нови Сад, 25. јун 1984) српски је супермодел. Била је представница Србије и Црну Горе на такмичењу Мис Света 2003. у Панами, где је освојила место треће пратиље и Мис Европе 2003. године. где је заузела место друге пратиље.

## Биографија
Од 2000. до 2003. године студирала је на Факултету за бизнис и маркетинг Европског Универзитета у Београду, а дипломирала је економију на Универзитету Мегатренд.
Септембра 2003. Папићева је завршила као друга пратиља на избору за Мис Европе у Паризу.
Исте године, на међународном такмичењу лепоте у Нигерији освојила је прво место, то је привукло пажњу чувеног модног дизајнера Роберта Кавалија са њим одлази у Њујорк, као његова муза. Била је амбасадор Омега сатова (заједно са Михаелом Шумахером, Аном Курњиковом и Синди Крафорд), након уговора између Омеге и Сање потписаног у августу 2003. године. Била је и заштитно лице за рекламе „Ледени чај” Апатинске пиваре у свом завичају.
Од фебруара 2010. године до октобра 2012. године радила је као водитељка, спортске емисије „Тотал тенис” на Радио-телевизији Србије.
Од децембра 2016. године ексклузивни директор продаје Туристичке асоцијације острва Малдиви.
Године 2017. се удала за београдског адвоката Драгослава Мишу Огњановића, с којим је добила ћерку Лару. Огњановић је убијен 28. јула 2018. године испред њиховог стана на Новом Београду.